# Steuerburg (Gräveneck)
Die Steuerburg ist eine abgegangene Niederungsburg in der Gemarkung Gräveneck, einem Ortsteil der Gemeinde Weinbach, im Landkreis Limburg-Weilburg (Hessen).
Die Burg wurde 1381 von Landgraf Hermann II. von Hessen, Graf Ruprecht VII. von Nassau-Sonnenberg, der 1381 von König Wenzel zum Landvogt der Wetterau ernannt worden war, und den Grafen von Solms, Johann II. von Limburg und Dietrich III. von Runkel als Belagerungsburg gegen die Burg Neu-Elkerhausen errichtet. Deren Herren waren zahlreicher Raubüberfälle bezichtigt worden und sollten dafür bestraft werden.  Nach Beendigung der Belagerung sollte die Steuerburg wieder abgebrochen werden.
Die Herren von Elkerhausen wurden in dieser Auseinandersetzung vom Pfalzgrafen Ruprecht I. bei Rhein und den Grafen Wilhelm II. und Dieter VIII. von Katzenelnbogen, Simon III. und Johann IV. von Sponheim und Johann I. von Nassau-Dillenburg unterstützt.
Es gelang den Herren von Elkerhausen jedoch, die Steuerburg bereits im Jahr 1382, dem Jahr nach ihrem Bau, durch Brandstiftung zu zerstören. Sie wurde nicht wieder aufgebaut, und es gelang den Belagerern nicht, die Burg der missliebigen Elkerhausener zu zerstören.
1395 wurde unter Graf Philipp I. von Nassau und dessen Verbündeten erneut eine Trutzburg gegenüber der Burg Neu-Elkerhausen errichtet, die Burg Gräveneck, und im folgenden Jahr wurde das Raubritternest erobert und zerstört.